# Oreocyba propinqua
Oreocyba propinqua là một loài nhện trong họ Linyphiidae.
Loài này thuộc chi Oreocyba. Oreocyba propinqua được Herman Theodor Holm miêu tả năm 1962.